# Ильинская (Краснодарский край)
Ильи́нская — станица в Новопокровском районе Краснодарского края, образует Ильинское сельское поселение.
Население — 4,3 тыс. жителей (2011), третье место по району.

## География
Станица расположена на берегах небольшой реки Калалы (приток Егорлыка), в степной зоне, в 27 км южнее районного центра — станицы Новопокровской.

## История
Село Ильинское основано в 1801 году (по другим данным в 1798 году) крестьянами-переселенцами, прибывшими из Воронежской губернии. Первое упоминание в хронике относится к 1801 году. В 1803 году поселение включено в состав Кавказского казачьего полка. С 1832 года — присоединено к Кавказскому линейному войску, а селение было причислено к старой линии.
К 1887 году в селении насчитывалось жителей: 3794 человека мужчин и 3575 человек женщин.
В 1895 году станица Ильинская вошла в Десятый конный полк Первой бригады.
С 1918 года в станице утвердилась советская власть. В 1924 году Ильинская вошла в состав Новопокровского района. В 1930 году организован первый колхоз «Большевик № 2», включавший 52 полеводческие бригады. Первым председателем был Волошин Василий Герасимович.
В 1932 году «Большевик № 2» был разделен на 7 хозяйств: «За власть Советов», «Молот», «Вторая пятилетка», «Колхозный клич», «Правда», «Большевик», «Ударник».
В 1934 году образован Ильинский район с административным центром станицей Ильинской. В 1949 году было проведено укрупнение — из 7 хозяйств было организовано два: «Победа» и «За мир».
С 1953 года станица входила в состав Кавказского района. В 1959 году снова произошло укрупнение и в станице имелся один колхоз «За мир».
С 1963 году станица снова входит в состав Новопокровского района. В 1969 году произошло разукрупнение и образовалось снова два колхоза «За мир» и «Россия».

## Население
| 1939  | 1959  | 1979  | 2002  | 2010  | 2012  |
| ----- | ----- | ----- | ----- | ----- | ----- |
| 6636  | ↗6783 | ↘5377 | ↘4848 | ↘4193 | ↘4163 |
| 2013  | 2014  | 2015  | 2016  | 2017  | 2018  |
| ↘4125 | ↘4064 | ↘4041 | ↘4010 | ↘3948 | ↘3915 |
| 2019  | 2020  | 2021  | 2023  |       |       |
| ↘3876 | ↘3848 | ↗3945 | ↘3899 |       |       |